# Тёплое (Смоленская область)
Теплое — деревня в Гагаринском районе Смоленской области России. Входит в состав Токаревского сельского поселения. Население — 3 жителя (2007). 
Расположена в северо-восточной части области в 25 км к юго-востоку от Гагарина, в 15 км южнее автодороги М1 «Беларусь», на берегу реки Малая Воря. В 19 км севернее деревни расположена железнодорожная станция Батюшково на линии Москва — Минск. 

## История
В годы Великой Отечественной войны деревня была оккупирована гитлеровскими войсками в октябре 1941 года, освобождена в марте 1943 года.